# Carlos Rafael Rodríguez
Carlos Rafael Rodríguez (23. května 1913 – 8. prosince 1997) byl kubánský komunistický politik, člen vlády Fulgencia Batisty a poté jako místopředseda vlády a ministr i člen vlády za Fidela Castra. Byl členem první kubánské komunistické strany.
Ve dvaceti letech byl zvolen starostou rodného města Cienfuegos jako nejmladší starosta v zemi. V letech 1962–1965 řídil Národní institut pro zemědělskou reformu INRA a tedy byl hlavní osobou řídící znárodňování statků na ostrově. Poté ministrem bez portfeje pro hospodářské otázky.

## Vyznamenání
- Řád 23. srpna I. třídy – Rumunsko, 1972[1]
- Řád Bílého lva I. třídy – Československo, 22. června 1972[1][2]
- Řád Bulharské lidové republiky I. třídy – Bulharsko, 1976[1]
- komtur s hvězdou Řádu za zásluhy Polské lidové republiky – Polsko, 1978[1]
- Pamětní medaile 20. výročí Revolučních ozbrojených sil – Kuba, 1979[1]
- komandér Řádu umění a literatury – Francie, 1982[1]